# Hans Hädelt
Hans Hädelt (* 30. November 1922; † 30. August 2009) war ein deutscher Fußballspieler, der von 1946 bis 1952 ausschließlich für den FC Bayern München in der Oberliga Süd aktiv war.

## Karriere
Der gebürtige Schlesier, er hatte beim SC Alemannia Breslau die ersten Erfahrungen gesammelt, gehörte mit 23 Jahren dem Kader des FC Bayern München an, für den er ab der Saison 1946/47 erstmals in der Oberliga Süd, der seinerzeit höchsten deutschen Spielklasse, insgesamt 17 Mal zum Einsatz kam und sieben Tore erzielte. Unter anderem sind folgende Spiele explizit festgehalten: Einsätze am 16. März bei der 3:4-Niederlage im Auswärtsspiel gegen den VfL Neckarau, am 13. April 1947 beim torlosen Unentschieden im Heimspiel gegen den (seinerzeitigen) Tabellenführer 1. FC Nürnberg und am 1. Juni im Stadtderby gegen den TSV 1860 München (2:0), wo er jeweils auf Rechtsaußen in dem seinerzeit üblichen WM-System stürmte. Im letzten Saisonspiel, am 13. Juli 1947, erzielte er das Tor zum 1:1-Endstand im Auswärtsspiel gegen den VfR Mannheim.
In der Saison 1947/48 steigerte er seine Torausbeute auf 17 Treffer, die er in 36 Punktspielen erzielte. Er belegte mit dem FC Bayern mit 50:26 Punkten punktgleich mit dem Dritten, Stuttgarter Kickers, den vierten Rang. Die Kickers kamen in dieser Saison auf ein Torverhältnis von 113:58 Toren. Die „Löwen“ erreichten die Vizemeisterschaft im Süden. Beim 3:2-Heimerfolg am 7. Dezember 1947 gegen den Lokalrivalen erzielte der Rechtsaußen zwei Treffer. In der Folgesaison trug er mit 13 Toren in 28 Punktspielen zum dritten Tabellenplatz bei, der zur Teilnahme an der 2. Qualifikationsrunde zur deutschen Meisterschaft berechtigte. In beiden Spielen gegen den FC St. Pauli, von denen der FC Bayern München das Wiederholungsspiel am 6. Juni 1949 in Hannover mit 0:2 verlor und ausschied, wirkte Hädelt mit.
Den vom DFB in der Saison 1949/50 veranstalteten Länderpokal, dem Pokalwettbewerb für Auswahlmannschaften der Landesverbände – an dem erst- und letztmals Vertragsspieler spielberechtigt waren – gewann er mit der Auswahl Bayern am 19. März 1950 vor 89.000 Zuschauern in Stuttgart gegen die Auswahl Pfalz mit 2:0.
In den folgenden drei Spielzeiten, bis zum Ende der Saison 1951/52, bestritt er noch 51 Oberligaspiele, in denen er 16 Tore erzielte.
In der Auswahl von Süddeutschland kam er zweimal in Repräsentativspielen zum Einsatz: Am 19. Mai 1948 in Frankfurt im Spiel gegen Nordwest (2:1), wo er vor 50.000 Zuschauern auf Rechtsaußen an der Seite von Herbert Binkert, Hans Pöschl, Robert Schlienz und Richard Herrmann stürmte. Seinen zweiten Einsatz hatte er am 13. März 1949 in Hannover bei einer 0:1-Niederlage gegen Norddeutschland, dabei bildete er mit Max Morlock den rechten Flügel der Süd-Mannschaft.

## Erfolge
- Länderpokal-Sieger 1950 (mit dem Landesverband Bayern)